# Ferrari F1-75
Ferrari F1-75 — болід Формули-1, розроблений і виготовлений Феррарі для участі в чемпіонаті Формули-1 2022. Пілотами стали Шарль Леклер та Карлос Сайнс. F1-75 є першим болідом Феррарі відповідно до нового технічного регламенту 2022 року. Автомобіль дебютував у змаганнях на Гран-прі Бахрейну 2022 року. Наразі F1-75 має дві перемоги: на Гран-прі Бахрейну та  Австралії, а також сім подіумів у п’яти гонках.
Південноафриканський інженер Рорі Бірн, хоча офіційно не вказано, брав активну участь у розробці F1-75. Оскільки автомобіль виявився успішним у першій частині сезону, його контракт було продовжено ще на три роки.

## Історія розробки та виступів
Ferrari офіційно представила F1-75 17 лютого 2022 року. Назва приурочена до 75-ї річниці з моменту випуску першого серійного автомобіля Ferrari на заводі в Маранелло.
F1-75 був використаний у тесті шин після Гран-прі Емілії-Романьї і був обстежений після того, як виявилося, що він використовувався з новою специфікацією дна, яке раніше не використовувалася. FIA постановила, що дно боліда раніше використовувалося під час передсезонних тестів і тому відповідало правилам.

## Результати
| Рік      | Команда          | Двигун        | Шини | Гонщик            | Гран-прі | Гран-прі | Гран-прі | Гран-прі | Гран-прі | Гран-прі | Гран-прі | Гран-прі | Гран-прі | Гран-прі | Гран-прі | Гран-прі | Гран-прі | Гран-прі | Гран-прі | Гран-прі | Гран-прі | Гран-прі | Гран-прі | Гран-прі | Гран-прі | Гран-прі | Очки | Місце |
| Рік      | Команда          | Двигун        | Шини | Гонщик            | БАХ      | САУ      | АВС      | ЕМІ      | МАЯ      | ІСП      | МОН      | АЗЕ      | КАН      | ВЕЛ      | АВТ      | ФРА      | УГО      | БЕЛ      | НІД      | ІТА      | СІН      | ЯПО      | США      | МЕХ      | САП      | АБУ      | Очки | Місце |
| -------- | ---------------- | ------------- | ---- | ----------------- | -------- | -------- | -------- | -------- | -------- | -------- | -------- | -------- | -------- | -------- | -------- | -------- | -------- | -------- | -------- | -------- | -------- | -------- | -------- | -------- | -------- | -------- | ---- | ----- |
| 2022     | Scuderia Ferrari | Ferrari 066/7 | P    | Шарль Леклер      | 1        | 2        | 1        | 62       | 2        | Схід     | 4        | Схід     | 5        | 4        | 12       | Схід     | 6        | 6        | 3        | 2        | 2        | 3        | 3        | 6        | 46       | 2        | 554  | 2     |
| 2022     | Scuderia Ferrari | Ferrari 066/7 | P    | Карлос Сайнс мол. | 2        | 3        | Схід     | Схід4    | 3        | 4        | 2        | Схід     | 2        | 1        | Схід3    | 5        | 4        | 3        | 8        | 4        | 3        | Схід     | Схід     | 5        | 32       | 4        | 554  | 2     |
| Джерела: |                  |               |      |                   |          |          |          |          |          |          |          |          |          |          |          |          |          |          |          |          |          |          |          |          |          |          |      |       |

* Сезон триває.